# OLE Communications
A OLE Communications (anteriormente conhecida como Omnivisión Latinoamérica Entertainment) é uma empresa venezuelana de comunicação, focada em televisão por assinatura. Fundada em 1986, foi a primeira operadora de televisão a cabo do país.
A OLE ganhou notoriedade ao estabelecer uma sociedade com a WarnerMedia, no começo da década de 1990, para trazer a HBO à América Latina, um dos primeiros canais norte-americanos a estabelecer presença no território. Formava-se, dessa forma, a HBO Olé Partners, integrante do HBO Latin America Group, em 1991.
Sua sede atual é em Coral Gables, na Flórida (EUA), e seu diretor é Enrique Cuscó.